# Coppa del Re 1910
La Copa del Rey 1910 fu distinta in due diversi tornei della Coppa del Re indipendenti fra loro.
A causa di disaccordi tra il campione in carica del torneo, il Club Ciclista de San Sebastián, e alcuni dei club invitati, nel 1910 si svolsero due edizioni parallele di questa competizione: una organizzata dalla Federazione di calcio di Madrid e un'altra organizzata dall'Unione spagnola di calcio a San Sebastián. Entrambe sono riconosciute come ufficiali dalla RFEF.

## Coppa UEFC di San Sebastian
La coppa UEFC ebbe inizio il 19 marzo 1910 e si concluse il 21 marzo 1910. La formula del torneo prevedeva un triangolare.
Punti di forza di questa manifestazione secessionista erano l'organizzazione dei campioni uscenti, e conseguentemente il palio della vigente coppa che il club basco non aveva riconsegnato alla federazione di Madrid, e la prestigiosa presenza di tutti i precedenti vincitori del torneo, compreso il Madrid che volle far pesare la sua acquisita importanza rispetto alla federazione della capitale.

### Qualifiche
Per decidere la rappresentante del Paese Basco si organizzò una qualifica in cui il Vasconia eliminò il Racing di Irun.

### Triangolare
|                 | 1910  |           |
| --------------- | ----- | --------- |
| Athletic Bilbao | 2 - 1 | Madrid CF |
| Athletic Bilbao | 1 - 0 | Vasconia  |
| Vasconia        | 2 - 0 | Madrid CF |

| Squadra         | P.ti | G | V | N | P | GF | GS | DR |
| --------------- | ---- | - | - | - | - | -- | -- | -- |
| Athletic Bilbao | 4    | 2 | 2 | 0 | 0 | 3  | 1  | +2 |
| Vasconia        | 2    | 2 | 1 | 0 | 1 | 2  | 1  | +1 |
| Madrid CF       | 0    | 2 | 0 | 0 | 2 | 1  | 4  | -3 |

## Coppa FEF di Madrid
La coppa FEF ebbe inizio il 22 marzo 1910 e si concluse il 24 marzo 1910. La formula del torneo prevedeva un girone unico.
Il punto di forza di questo torneo era l'ufficialità a priori, e un'importante rappresentanza catalana.

### Triangolare
|                | 1910  |                     |
| -------------- | ----- | ------------------- |
| Barcellona     | 5 - 0 | Deportivo La Coruña |
| Español Madrid | 3 - 1 | Deportivo La Coruña |
| Español Madrid | 2 - 3 | Barcellona          |

| Squadra             | P.ti | G | V | N | P | GF | GS | DR |
| ------------------- | ---- | - | - | - | - | -- | -- | -- |
| Barcellona          | 4    | 2 | 2 | 0 | 0 | 8  | 2  | +6 |
| Español Madrid      | 2    | 2 | 1 | 0 | 1 | 5  | 4  | +1 |
| Deportivo La Coruña | 0    | 2 | 0 | 0 | 2 | 1  | 8  | -7 |